# Kreo
Kreo is een bestuurslaag in het regentschap Wonosobo van de provincie Midden-Java, Indonesië. Kreo telt 1510 inwoners (volkstelling 2010).